# Jackie Galloway
Jaqueline Rose „Jackie“ Galloway Sanchez (* 27. Dezember 1995 in Crown Point, Indiana) ist eine mexikanisch-US-amerikanische Taekwondoin. Sie startet in der Gewichtsklasse über 67 Kilogramm.

## Karriere
Galloway, die sowohl die mexikanische als auch die US-amerikanische Staatsbürgerschaft besitzt, trat zunächst für Mexiko bei internationalen Wettkämpfen an. Bei ihrer ersten Weltmeisterschaft im Jahr 2011 scheiterte sie in der zweiten Runde an Helena Fromm. Im Jahr darauf war sie als Ersatzkämpferin für das mexikanische Nationalteam bei den Olympischen Spielen 2012 in London nominiert worden, kam aber nicht zum Einsatz. Sie trat ab 2013 für die Vereinigten Staaten an. 2014 wurde sie panamerikanische Meisterin, 2015 folgte die Goldmedaille bei den Panamerikanischen Spielen in Toronto in der Klasse über 67 Kilogramm sowie Bronze bei der Weltmeisterschaft in Tscheljabinsk in der Klasse bis 73 Kilogramm. Aufgrund ihrer Weltranglistenposition qualifizierte sie sich in der Klasse über 67 Kilogramm für die Olympischen Spiele 2016 in Rio de Janeiro. Im Halbfinale unterlag sie María Espinoza und besiegte im Kampf um Bronze Gwladys Épangue mit 2:1. Bei den Weltmeisterschaften 2017 gewann sie die Silbermedaille in der Klasse über 73 Kilogramm. Im Finale verlor sie gegen Bianca Walkden mit 4:14.
Sie studierte Maschinenbau an der Southern Methodist University.